# Parc provincial Polar Bear
Le Parc provincial Polar Bear est un parc provincial de l'Ontario situé sur les rives de la baie d'Hudson.  Il s'agit du plus grand parc provincial au Canada. Le parc provincial est désigné site Ramsar. Le nom du parc désigne l'ours blanc en anglais.

## Géographie
Polar Bear est située au nord de l'Ontario, sur la rive de la baie d'Hudson.  Le territoire de 23 552 km2 est entièrement située dans le district de Kenora. 

### Géologie
Le sous-sol est composé de roche sédimentaire du Silurien moyen (il y a environ 450 millions d'années. À la suite de la glaciation du Wisconsin, le territoire a été entièrement recouvert par la mer de Tyrrell.  Celle-ci s'est retirée il y a 4 000 ans, laissant une couche d'argile sur les dépôt de sable et de gravier de l'inlandsis.  On estime que le continent remonte encore de 1,2 m par siècle grâce à ajustement isostatique.

## Histoire
Le parc a été créé en 1970. Il a été désigné comme site Ramsar le 27 mai 1987.

## Faune
Comme le nom l'indique, on y retrouve des ours blancs (Ursus maritimus).  Les autres carnivores sont la martre d'Amérique (Martes americana), le renard[Lequel ?], l'ours noir (Ursus americanus). On y encontre aussi deux grands ongulés, le caribou des bois (Rangifer tarandus caribou) et l'orignal (Alces alces).
Le parc abrite environ 50 000 oies des neiges (Chen caerulescens) en période de nidification et plus d'un million en hivernage. Lors des migrations stationnent notamment des bécasseaux maubèches (Calidris canutus) et l'ensemble de la population de barge marbrée (Limosa fedoa).